# Jeleń (gromada w powiecie chrzanowskim)
Jeleń – dawna gromada, czyli najmniejsza jednostka podziału terytorialnego Polskiej Rzeczypospolitej Ludowej w latach 1954–1972.
Gromady, z gromadzkimi radami narodowymi (GRN) jako organami władzy najniższego stopnia na wsi, funkcjonowały od reformy reorganizującej administrację wiejską przeprowadzonej jesienią 1954 do momentu ich zniesienia z dniem 1 stycznia 1973, tym samym wypierając organizację gminną w latach 1954–1972.
Gromadę Jeleń z siedzibą GRN w Jeleniu (wówczas wsi, obecnie jest to dzielnica w granicach miasta Jaworzna) utworzono – jako jedną z 8759 gromad na obszarze Polski – w powiecie chrzanowskim w woj. krakowskim, na mocy uchwały nr 20/IV/54 WRN w Krakowie z dnia 6 października 1954. W skład jednostki weszły obszary dotychczasowych gromad Jeleń (bez przysiółka Bory-Szyb Sobieski, który włączono do Jaworzna) ze zniesionej gminy Jaworzno i Dąb ze zniesionej gminy Chełmek w tymże powiecie. Dla gromady ustalono 27 członków gromadzkiej rady narodowej.
Gromadę Jeleń zniesiono 1 stycznia 1958 w związku z nadaniem jej statusu osiedla, do którego z dniem 30 czerwca 1960 przyłączno część przysiółka Bory-Szyb Sobieski o pow. 218,07 ha z miasta Jaworzno. 1 stycznia 1973 Jeleń otrzymał prawa miejskie, tracąc je 1 lutego 1977 przez włączenie do Jaworzna.
Zobacz też: gmina Jeleń – jednostka powołana przez władze hitlerowskie, istniejąca przejściowo podczas II wojny światowej.